# Коми, Александр Павлович
Александр Павлович Коми (24 февраля 1926, Пыёлдино, Коми АССР — 13 августа 1989) — коми-зырянский писатель-прозаик.

## Биография
Родился 24 февраля 1926 года в селе Пыёлдино, в 1930 году семья переехала в Сыктывкар. Окончил восемь классов школы в 1941 году. Учился на курсах мотористов. С мая по август 1942 года работал на предприятии «Вычегодсплав», в сентябре вернулся в школу. В 1943 году окончил девятый класс, два месяца отработал на сплаве и ушёл в Армию.
В 1946 году окончил Лапельское пехотное училище, в звании младшего лейтенанта направлен в Мурманск, где занимал разные должности, в том числе комсорга военного батальона и начальника библиотеки. Затем был комсоргом артиллерийского дивизиона в городе Пецема, Мурманская область. В 1948 году вернулся в Сыктывкар и до 1949 года работал директором парка им. Кирова.
Был инструктором завотдела в областном комитете комсомола в 1949—1950 годах, командирован на  обучение в Центральную комсомольскую школу при ЦК ВЛКСМ. После её окончания избран Первым секретарём Сыктывкарского горкома ВЛКСМ в 1952—1956 годах. В 1960 году окончил исторический факультет Педагогического института. С 1967 году поступил в Комитет государственной безопасности республики, где служил до 1980 года.
Выйдя со службы на пенсию, работал в Коми филиале Академии Наук СССР в должности помощника председателя Президиума по международным связям.
Публиковать рассказы начал в 1984 году, его произведения печатал журнал «Войвыв кодзув». Главная тема произведений — сельская жизнь. В повести «Зарни вöр» («Золотой лес») раскрывается тема труда коми-зырянских крестьян.
Умер 13 августа 1989 года.